# Dina Romano
Pour les articles homonymes, voir Romano.
Dina Romano, née Geltrude Ricci à Pistoia le 29 août 1888 et morte à Rome le 7 novembre 1957, est une actrice italienne.
Elle est apparue dans plus de cinquante films au cours de sa carrière, dont L'Homme à femmes (1944).

## Filmographie

### Cinéma
- 1933 : Acqua cheta : Serafina
- 1935 : The Serpent's Fang : La governante
- 1936 : Aldebaran : Fortunato's mother
- 1936 : God's Will Be Done : Una donna del paese (non crédité)
- 1936 : I Love You Only
- 1936 : Il re Burlone d'Enrico Guazzoni
- 1937 : I tre desideri : Annetta, la cameriera di Nardi
- 1937 : Mais ça n'est pas une chose sérieuse
- 1938 : Adam's Tree : La giornalaia
- 1938 : Il suo destino d'Enrico Guazzoni : La negra Oduna
- 1938 : The Ancestor
- 1938 : Who Is Happier Than I? : La Nonna
- 1939 : A Wife in Danger : La guardarobiera all'opera
- 1939 : Cavalleria rusticana : Zia Carmina
- 1939 : L'albergo degli assenti : Una cliente del "L'allegro forzatto"
- 1939 : Marionette : Emilia, una contadina
- 1939 : Mille Lires par mois : La donna con il mal di denti
- 1940 : Amiamoci così
- 1940 : Ecco la felicità : Madame Anna
- 1940 : Gli ultimi della strada : Martina, la domestica di Mario
- 1940 : La locomotive du bonheur : Mme Anna (non crédité)
- 1940 : Piccolo alpino : La venditrice di frutta cotta
- 1940 : Sei bambine ed il Perseo : Una popolana
- 1940 : The Two Mothers : Una contadina
- 1940 : Toto, apôtre et martyr : The Fortune Teller
- 1941 : L'avventuriera del piano di sopra : Matilde - la donna di servizio della casa Marchini (non crédité)
- 1941 : La famiglia Brambilla in vacanza : Maria, la portinaia
- 1941 : Les fiancés : Una popolana all'assalto del forno (non crédité)
- 1941 : Mademoiselle Vendredi : La domestica di Pietro
- 1941 : Primo amore : Nannina
- 1941 : Se non son matti non li vogliamo : Marietta, la domestica di Bortolo
- 1942 : Fédora : La padrona di casa di Boroff
- 1942 : Giorno di nozze : La portinaia
- 1942 : Un garibaldien au couvent : Suor Ignazia
- 1943 : Giacomo l'idealista
- 1943 : I nostri sogni : Beatrice, la domestica
- 1943 : Il fidanzato di mia moglie : Maddalena
- 1943 : Il treno crociato : Irma (non crédité)
- 1944 : L'homme à femmes : Niobe, la domestica
- 1945 : Au diable la misère : La sorella di Gaetano
- 1945 : Le Chant de la vie : La vecchia zia di Giovanna (non crédité)
- 1946 : Au diable la richesse : Un donna al mercato (non crédité)
- 1946 : Un homme revient : Annunziata - l'amica di Adele
- 1947 : I due orfanelli : La domestica del boia (non crédité)
- 1948 : L'Évadé du bagne
- 1948 : La Chartreuse de Parme : Manamaccia (non crédité)
- 1948 : Woman Trouble : La moglie di Egisto (non crédité)
- 1949 : Au-delà des grilles : La fleuriste / La fioraia (non crédité)
- 1949 : La fiamma che non si spegne
- 1949 : Il mondo vuole così
- 1950 : Santo disonore : Nunziata
- 1951 : Anna : Suor Paolina
- 1951 : Mamma mia che impressione!
- 1951 : Schatten über Neapel
- 1951 : Terre de violence
- 1952 : Le Petit Monde de don Camillo : Una vecchietta (non crédité)